# Galižana
Galižana (en italien : Gallesano) est une localité de Croatie située en Istrie, dans la municipalité de Vodnjan, dans le comitat d'Istrie. En 2001, la localité comptait 1 349 habitants.

## Démographie
| 1948  | 1953  | 1961  | 1971  | 1981  | 1991  | 2001  |
| ----- | ----- | ----- | ----- | ----- | ----- | ----- |
| 1 303 | 1 043 | 1 949 | 2 030 | 1 142 | 1 248 | 1 349 |